# Dolores Cristina
Dolores Cristina (ur. 10 stycznia 1949 w Isli) – maltańska nauczycielka i polityk, parlamentarzystka, w latach 2004–2013 minister w różnych resortach.

## Życiorys
W 1971 ukończyła studia na Royal University of Malta. Pracowała jako nauczycielka historii i języka angielskiego w szkołach średnich i policealnych. Zaangażowała się w działalność polityczną w ramach centroprawicowej Partii Narodowej. W 1996 bez powodzenia kandydowała w wyborach parlamentarnych. W 1998 objęła urząd burmistrza Swieqi. W 1998, 2003 i 2008 wybierana do Izby Reprezentantów, w której zasiadała do 2013. Reprezentowała maltański parlament (jako zastępca członka) w Konwencie Europejskim.
W 2004 weszła w skład rząd premiera Lawrence'a Gonziego jako minister ds. rodziny i solidarności społecznej. Od 2008 do 2013 w jego kolejnym gabinecie odpowiadała głównie za edukację.